# Don McLean
Don McLean III (New Rochelle, Nueva York; 2 de octubre de 1945) es un cantautor estadounidense, principalmente famoso por su balada «American Pie» (1971), un folk rock de 8.5 minutos de duración sobre un acontecimiento que se conoce como El día que murió la música: la muerte de Buddy Holly, Ritchie Valens y The Big Bopper en un accidente aéreo en 1959. Esta melodía fue N.º 1 en Estados Unidos de acuerdo a Billboard por cuatro semanas en 1972 y N.º 2 en las listas del Reino Unido. Este tema cuenta con muchas versiones, de las que destacan la de Madonna, editada en un sencillo de la época de su disco Music (2001), pero no incluida en el álbum, y la de Hernaldo Zúñiga en español titulada  «Siglo XX» (1984). Otro tema suyo muy conocido es «Vincent (Starry, Starry Night)», en honor a Vincent Van Gogh.
Sus otros sencillos exitosos incluyen a "Vincent" N°12 en Estados Unidos y N.º 1 en el Reino Unido en 1972, "Dreidel" N°21 en Estados Unidos en 1972, un tributo a Roy Orbison por "Crying" N.º 5 en Estados Unidos, N.º 1 en el Reino Unido en 1980 y un tributo a The Skyliners con el éxito de 1959 "Since I Don´t Have You" N°23 en los Estados Unidos en 1980 y "Wonderful Baby" N.º 1 en AC en 1975.
Su composición "And I Love You So" ha sido cantada por Elvis Presley, Perry Como, Helen Reddy, Glen Campbell y otros y en el año 2000 Madonna tuvo un hit con el tributo de "American Pie".
En el 2004 ingresó en el Salón de la Fama de compositores. En enero de 2018, fue certificado por la BMI por "American Pie" y "Vincent"por haber obtenido cinco y tres millones airplay respectivamente.
Un poema sobre McLean, «Killing Me Softly With His Blues» de Lori Lieberman, se convirtió en la canción llamada «Killing Me Softly» por Charles Fox y Norman Gimbel. Lieberman fue la primera en grabarla (1971), aunque la canción alcanzó su mayor éxito por los diferentes covers que se hicieron, el principal, en la voz de Roberta Flack (1973). Casi un cuarto de siglo más tarde, otra versión de The Fugees la volvió a lanzar a la fama en 1996.
En 1981, McLean llegó al número uno internacional con el clásico de Roy Orbison «Crying». El mismo Orbison describió, en una oportunidad, a McLean como «la voz del siglo», y una posterior regrabación del tema por Orbison incorporó elementos de la versión de McLean.
Curiosamente la banda estadounidense de punk rock NOFX, en su álbum 45 Or 46 Songs That Weren't Good Enough To Go On Our Other Records, realizó una versión a su estilo de la canción «Vincent».

## Discografía
- Tapestry (1970)
- American Pie (1971)
- Don McLean (1972)
- Playin' Favorites (1973)
- Homeless Brother (1974)
- Solo (1976) (directo)
- Prime Time (1977)
- Chain Lightning (1978)
- Believers (1981)
- Dominion (1982) (directo)
- For The Memories I & II (1986-7)
- Love Tracks (1987)
- Headroom (1990)
- Favourites and Rarities (1993)
- River of Love (1995)
- Don McLean Sings Marty Robbins (2001)
- Vincent (2001) (directo)
- You've Got To Share (2003) ("The Kid's Album")
- The Western Album (2003)
- Christmastime! (2004)
- Rearview Mirror (2005)